# Hrubieszów
Hrubieszów (ukrainisch Грубешів Hrubeschiw, russisch Грубешов Grubeschow, deutsch Grubeschow) ist eine Stadt im Powiat Hrubieszowski in der Woiwodschaft Lublin im Osten von Polen. Sie ist die am weitesten östlich liegende Stadt des Landes, die Grenze zur Ukraine ist nur fünf Kilometer entfernt.

## Geografie
Die Stadt liegt am Fluss Huczwa, der ein Nebenfluss des Bug ist. Die Stadt Lublin ist ca. 120 km entfernt, die Stadt Zamość ca. 50 km.

## Geschichte
Die erste urkundliche Erwähnung des Ortes entstammt dem Jahr 1254, als er zum Fürstentum Galizien-Wolhynien gehörte. Im 14. Jahrhundert kam Hrubieszów an Polen. Das Stadtrecht besteht seit 1400. In den Jahren von 1400 bis 1411 wurde in der Stadt eine königliche Residenz errichtet, die jedoch im Jahr 1648 durch die Truppen von Bohdan Chmelnyzkyj zerstört wurde.
Seit 1772 gehörte die Stadt zu Österreich und lag dort im Kreis Zamość in Galizien; von 1809 bis 1815 gehörte sie zum Herzogtum Warschau. Danach fiel sie an Kongresspolen.
Beim Überfall auf Polen marschierte die Wehrmacht im September 1939 in die Stadt ein. In der Folge wurden fast alle 7000 jüdische Bewohner ermordet. Die deutsche Besatzung endete 1944, die Stadt nahe der Ukraine kam wieder zu Polen. 

## Gmina
- Die Stadt Hrubieszów bildet eine Stadtgemeinde (gmina miejska).
- Die eigenständige Landgemeinde (gmina wiejska) Hrubieszów hat eine Fläche von 259 km². Zu ihr gehören 36 Ortschaften mit einem Schulzenamt.

## Kultur und Sehenswürdigkeiten

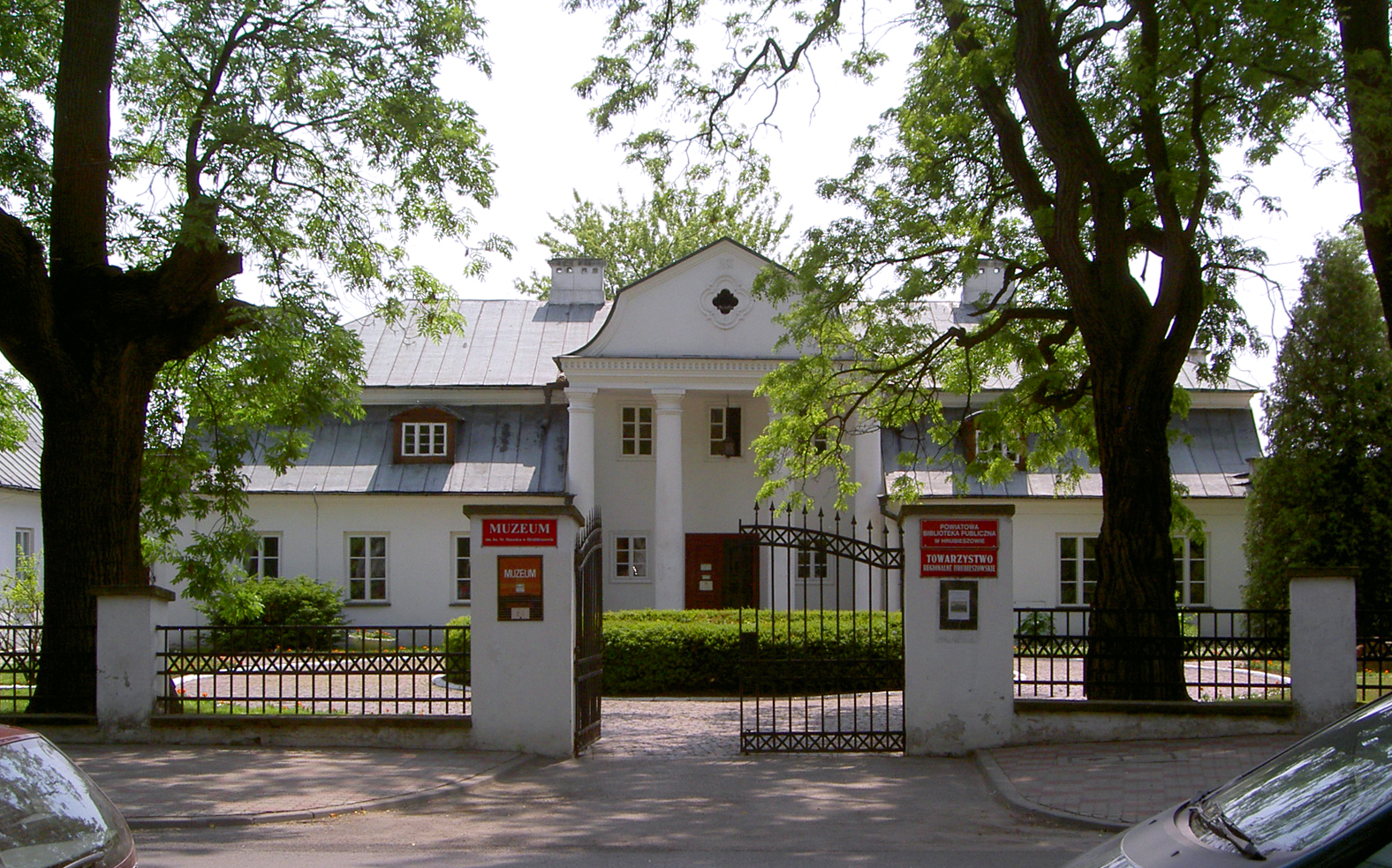
Dworek (Herrenhaus) in Hrubieszów

### Museen
Das Museum Muzeum im. ks. St. Staszica sammelt Exponate, die an den polnischen Politiker und Publizisten Stanisław Staszic (1755–1826) erinnern. Er lebte am Anfang des 19. Jahrhunderts einige Jahre in Hrubieszów und gründete dort die landwirtschaftliche Genossenschaft Towarzystwo Rolnicze Hrubieszowskie.

### Bauwerke
Zu den Sehenswürdigkeiten der Stadt gehört die römisch-katholische Kirche Św. Stanisława Kostki aus dem Jahr 1630.
Eine andere Sehenswürdigkeit ist das Schloss Du Château, das im Jahr 1791 von einem napoleonischen Soldaten erbaut wurde. Um das Jahr 1860 und im Jahr 1941 wurde die Anlage erweitert. Kurz nach dem Zweiten Weltkrieg residierte dort das NKWD.

## Wirtschaft
In der Stadt wurden fast 1800 kleine Unternehmen registriert; die in der Zeit der Volksrepublik Polen existierenden Großbetriebe wurden aufgelöst.

## Verkehr
In der Nähe der Stadt führt eine aus der Ukraine kommende Bahnstrecke in russischer Breitspur vorbei, die die polnischen Hüttenwerke mit der Ukraine verbindet, Linia Hutnicza Szerokotorowa (LHS).

## Söhne und Töchter der Stadt
- Abraham Stern (~1765–1842), Erfinder von Rechenmaschinen
- Bolesław Prus (1847–1912), Schriftsteller
- Milton Rokeach (1918–1988), Professor für Sozialpsychologie
- Henry Orenstein (1923–2021), Erfinder und Pokerspieler
- Wiktor Zin (1925–2007), Professor der Architektur, 1977–1981 stellvertretender Minister für Kunst und Kultur
- Bohodar Kotorowytsch (1941–2009), Violinist
- Tomasz Kiełbowicz (* 1976), Fußballnationalspieler
- Kira Pietrek (* 1983), Dichterin, Illustratorin und Grafikerin
- Marek Poznański (* 1984), Abgeordneter im Sejm

## Persönlichkeiten, die in der Stadt gewirkt haben
- Bolesław Leśmian (1877–1937), polnischer Dichter
- Stanisław Staszic (1755–1826), polnischer Schriftsteller, Publizist, Politiker

## Städtepartnerschaften
Hrubieszów listet folgende Partnerstädte auf:
| Stadt              | Land                      | seit |
| ------------------ | ------------------------- | ---- |
| Bijelo Polje       | Montenegro                | 2017 |
| Kamjanez-Podilskyj | Chmelnyzkyj, Ukraine      | 2017 |
| Kapuvár            | Nyugat-Dunántúl, Ungarn   | 2017 |
| Sokal              | Lwiw, Ukraine             | 2005 |
| Swischtow          | Weliko Tarnowo, Bulgarien | 2010 |
| Wolodymyr          | Wolyn, Ukraine            | 1995 |